# Réserve biologique Indio Maíz
Pour les articles homonymes, voir Indio.
La réserve biologique Indio Maíz est une réserve biologique située au sud-est du Nicaragua, en bordure du fleuve San Juan et d'une surface de 2 639,8 km2. Il s'agit de la deuxième plus grande étendue de forêt humide protégée au Nicaragua, ce qui lui vaut le surnom de « la perle des réserves de l'Amérique centrale » par les biologistes de l'UCLA.

## Biodiversité
Indio Maíz est riche en biodiversité et abrite un plus grand nombre d'espèces d'arbres, d'oiseaux et d'insectes que toute l'Europe. Parmi les espèces d'oiseaux, il est à noter la présence de toucans, macaws, perroquets ainsi que certaines espèces de porte-éventail roi. 